# 3412 Kafka
A 3412 Kafka (ideiglenes jelöléssel 1983 AU2) a Naprendszer kisbolygóövében található aszteroida. Randolph L. Kirk, Donald James Rudy fedezte fel 1983. január 10-én.